# Thore Gustaf Appelgren
Thore Gustaf Hjalmar Appelgren, T.G. Appelgren, född 6 november 1872 i Skövde, död 8 mars 1950 i Stockholm, var en svensk numismatiker.
Appelgren, som var son till en bankkassör, inskrevs 1887 vid Skara högre allmänna läroverk och var från 1892 verksam som postexpeditör men begärde 1908 avsked från Postverket. Han var mynthandlare i Stockholm från hösten samma år och 1925–33 anställd vid Kungliga Myntkabinettet. Appelgren utvecklade en kvalitetsskala för mynt och i sina studier av Gustav Vasas mynt drog han av myntens olika stilar slutsatser om gravörernas identitet. Han utgav beskrivningar av Herman Antells mynt från tiden fram till 1568. Appelgren är begravd på Norra begravningsplatsen utanför Stockholm.